# Humberg Metall- & Kunstguss
Die Humberg GmbH ist ein deutsches Unternehmen mit Sitz in Nottuln, Nordrhein-Westfalen.
Das Familienunternehmen hat sich 1926 auf Gießereitechnik spezialisiert und bietet heute zahlreiche Produkte aus Aluminiumguss sowie verschiedene Kunstgussobjekte an. Ein Schwerpunkt liegt dabei auf der originalgetreuen Reproduktion von Absperrpollern und historischen Leuchten, wodurch das Unternehmen innerhalb seiner Branche eine Sonderstellung einnimmt.
Nachdem Humberg in den 1970er Jahren Marktführer bei der Herstellung von Aluminiumgusstüren war, hat sich die Manufaktur neben Ortsgestaltung und Kunstgussprojekten seit 1994 auch im Bereich Baumschutz spezialisiert und stellt beispielsweise Unterflurbaumroste zur Vermeidung von Bodenverdichtungen im Wurzelbereich von Stadtbäumen her.

## Geschichte

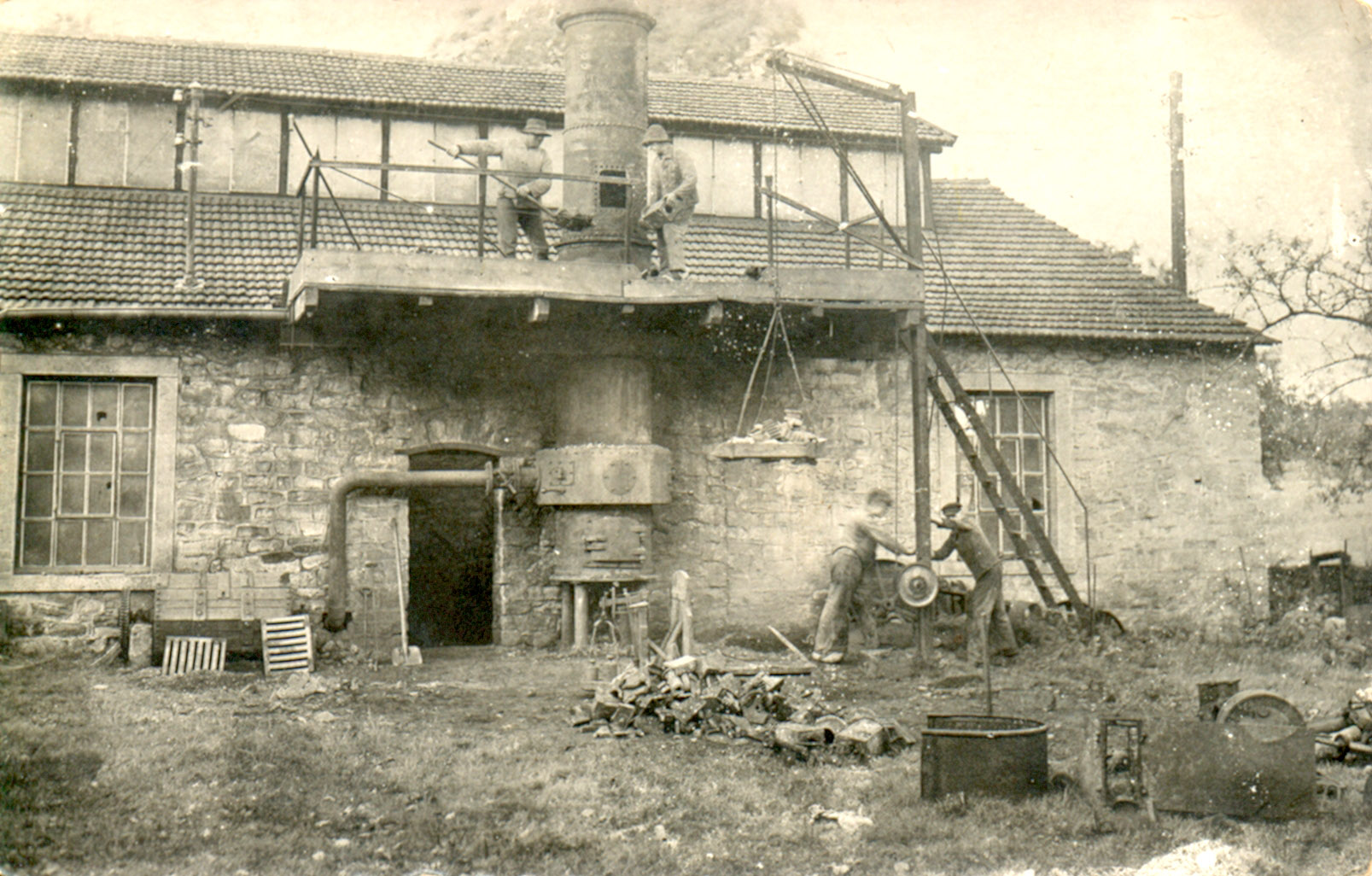
Kupolofen der Firma Humberg (1926)

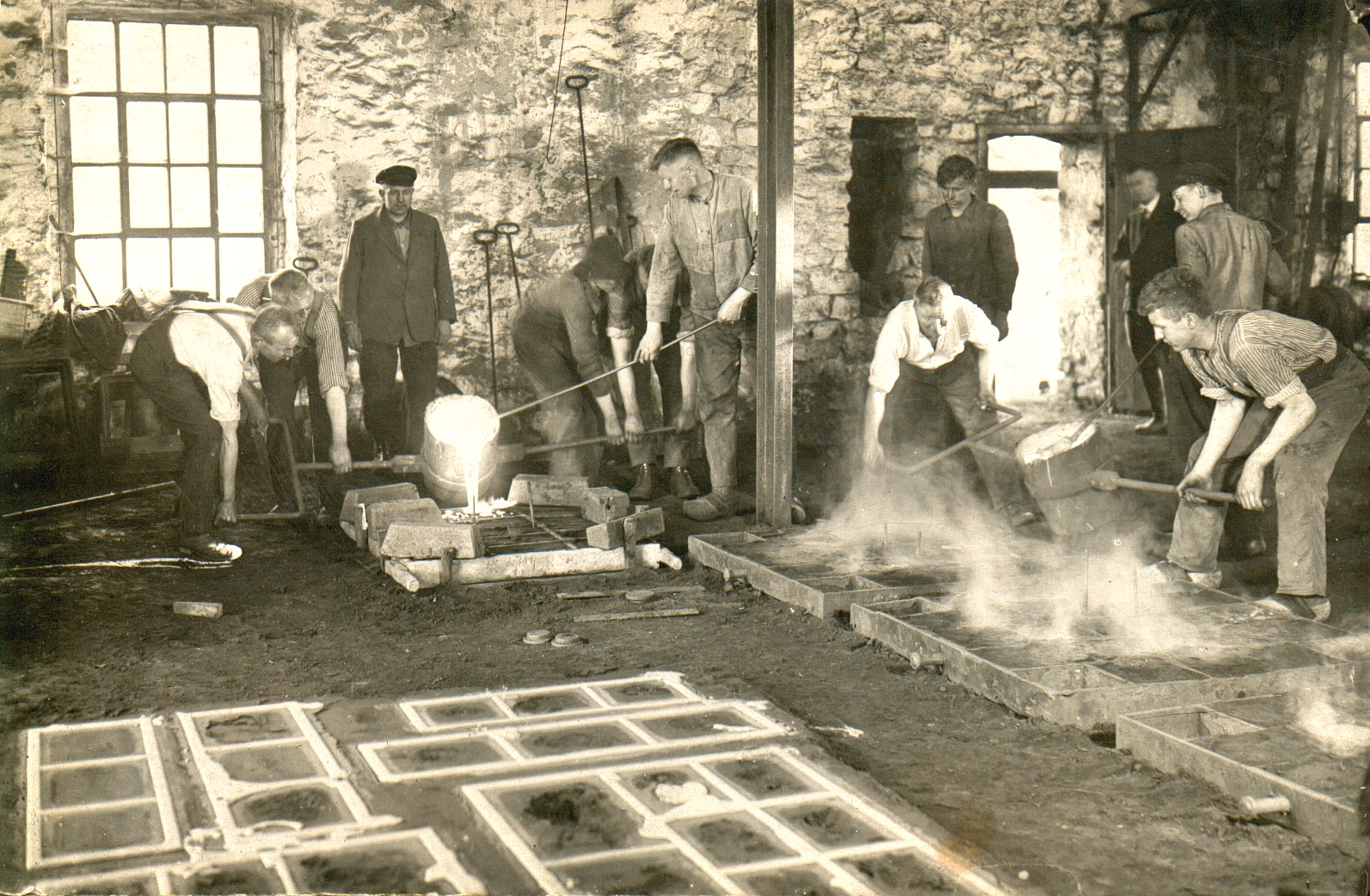
Gießen von Fensterrahmen - Firma Humberg (1926)

Seit der Gründung der Firma Humberg als Schmiede und Maschinenfabrik im Jahr 1882 war das Unternehmen im Bereich der Metallverarbeitung tätig. Zunächst lag der Schwerpunkt auf der Herstellung und Reparatur von Landmaschinen. Ein halbes Jahrhundert später wurde der Betrieb um eine Grauguss-Gießerei erweitert und im Jahr 1926 der erste Kupolofen in Betrieb genommen. Seither ist die Firma Humberg im Bereich der Metall- und Kunstgießerei tätig. Gegossen wurden in dieser Anfangsphase vor allem Produkte, die im landwirtschaftlichen Bereich benötigt wurden. Dazu gehörten unter anderem Stallfenster, Göpel und Cambrigewalzen. Außerdem wurden Kanalabflüsse und Kanaldeckel in Gusstechnik hergestellt.
Im Frühjahr 1968 wurde das erste von Humberg gefertigte Aluminium-Türblatt auf der Hannover-Messe ausgestellt. Im Anschluss daran avancierte die Firma bis Ende der 70er Jahre zum Marktführer in der Fertigung von Ziertürblättern und Gestaltungselementen für den Haustürbereich. Zeitgleich wurde der Betrieb von Grauguss auf Aluminiumguss umgestellt und der alte Kupolofen im Jahr 1972 schließlich abgerissen, wodurch bei Humberg die Zeit der Gusseisenverarbeitung abgeschlossen war. Seither liegt der Produktionsschwerpunkt des Unternehmens in den Bereichen Aluminiumguss und Bronzeguss sowie Ortsgestaltung und Baumschutz.

## Produkte

### Kunstguss & Kunstobjekte

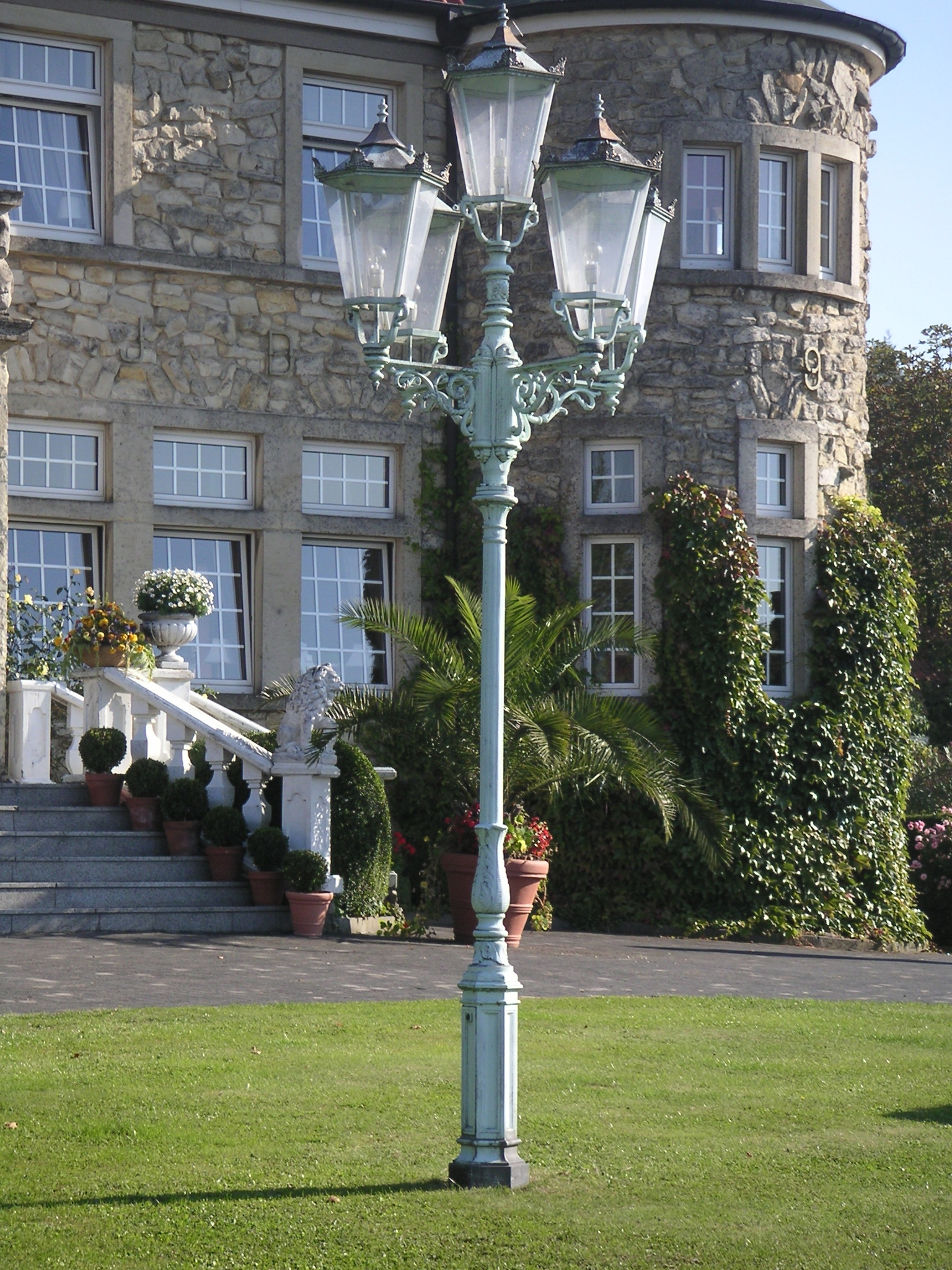
Fünfarmige Schinkelleuchte, hergestellt von Humberg

Im Bereich Kunstguss bildet vor allem die Reproduktion von Leuchten und Absperrpollern nach historischem Vorbild einen wichtigen Teilbereich. Die Repliken werden durch Abformung der Originale hergestellt und anschließend handgegossen. Dadurch, dass Humberg „der einzige Betrieb in Deutschland [ist], der aus Aluminium originalgetreue Repliken formt, gießt und lackiert“, leistet die Firma einen wichtigen Beitrag zur Erhaltung historischer Designklassiker, wie beispielsweise der Schinkelleuchte, entworfen vom Berliner Architekten und Baumeister Karl Friedrich Schinkel.
Außerdem hat die Firma Humberg verschiedenste individuell gestaltete Großskulpturen und Brunnenanlagen, unter anderem von zeitgenössischen Künstlern, wie Georg Engst, produziert. So entstand zum Beispiel die Großplastik Knoten mit dem Thema Speicherstraße, Haken, Oesen, Knoten, Schlingen in Hamburg, welche aus 32 Bronzeteilen mit einem Gesamtgewicht von über 2 Tonnen besteht. Die Ausführung der ebenfalls von Humberg hergestellten Brunnenzylinder für die Installation des Künstlers auf der Hamburger Deichstraße wird im Buch Water As Environmental Art - Creating Amenity Space als besonders elegant hervorgehoben.
An der Fertigung des Gold-Sole-Brunnens in Halle (Saale) war die Firma Humberg ebenfalls beteiligt. „Die Grundfläche bilden sechs Bronze-Platten, die eine Begehbarkeit und Funktionalität auch im Winterzustand ermöglichen. 78 schlitzförmige Durchbrüche in den Platten symbolisieren die in der Stadt verstreuten Salzquellen. Ein goldener Schimmer wird durch darunter befindliche Goldschalen erzeugt. Aus 20 Wasserdüsen tritt analog den „Solequellen“ Salzwasser an die Oberfläche.“
Im Jahr 1996 hat Humberg außerdem die Gussteile für die Alcina-Uhr auf dem Bielefelder Jahnplatz hergestellt. Diese Uhr ist inzwischen zu einem der lokalen Wahrzeichen geworden und auch auf der offiziellen Homepage der Stadt Bielefeld abgebildet.

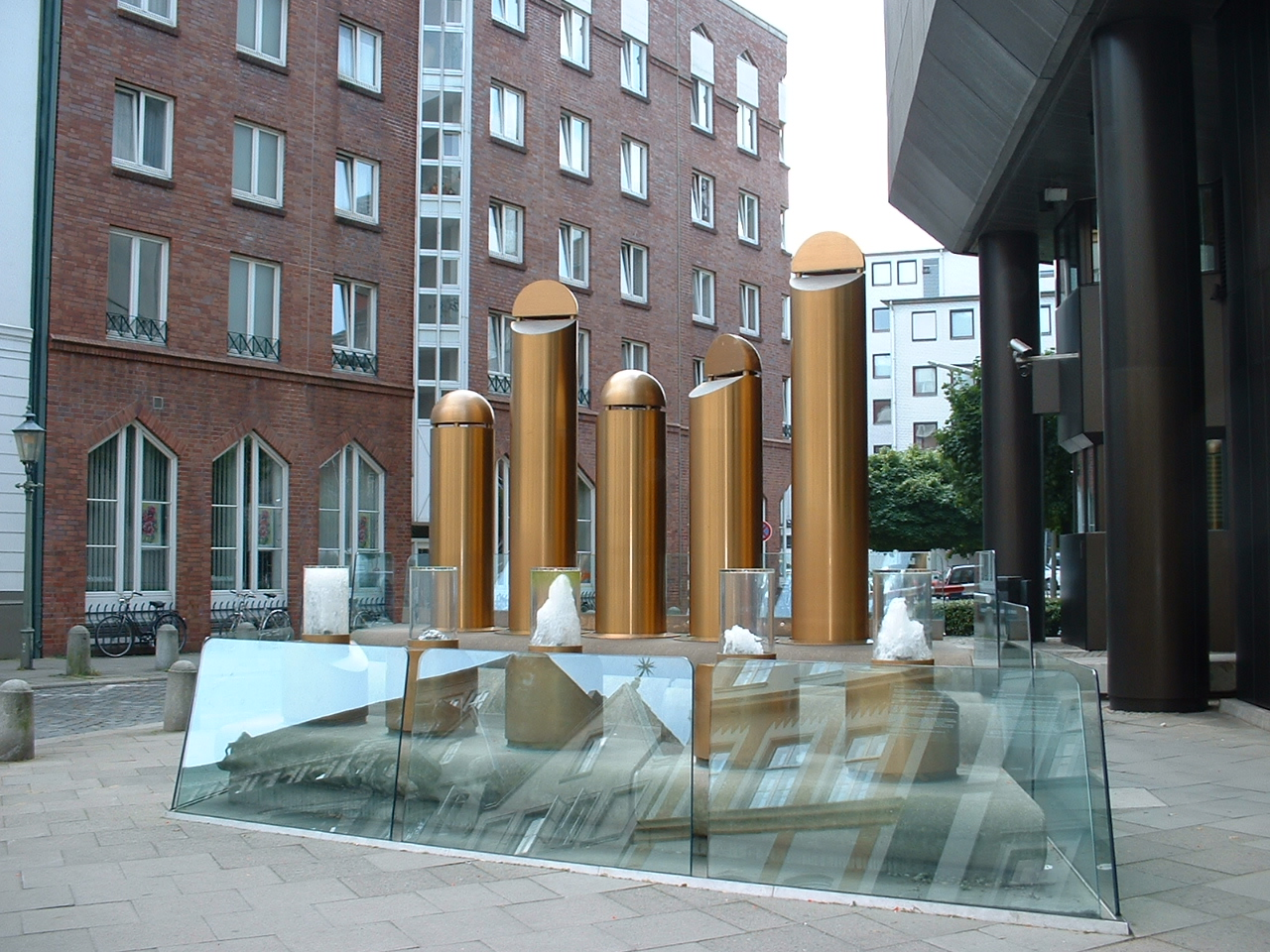
Brunnen auf der Hamburger Deichstraße (Entwurf: Georg Engst)
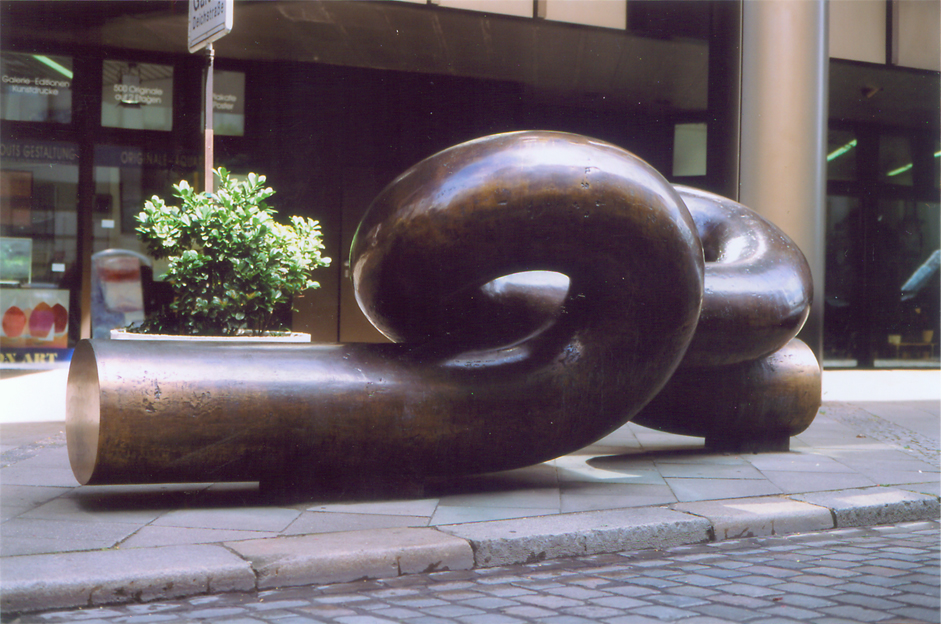
Bronzeskulptor „Knoten“ in Hamburg (Entwurf: Georg Engst)
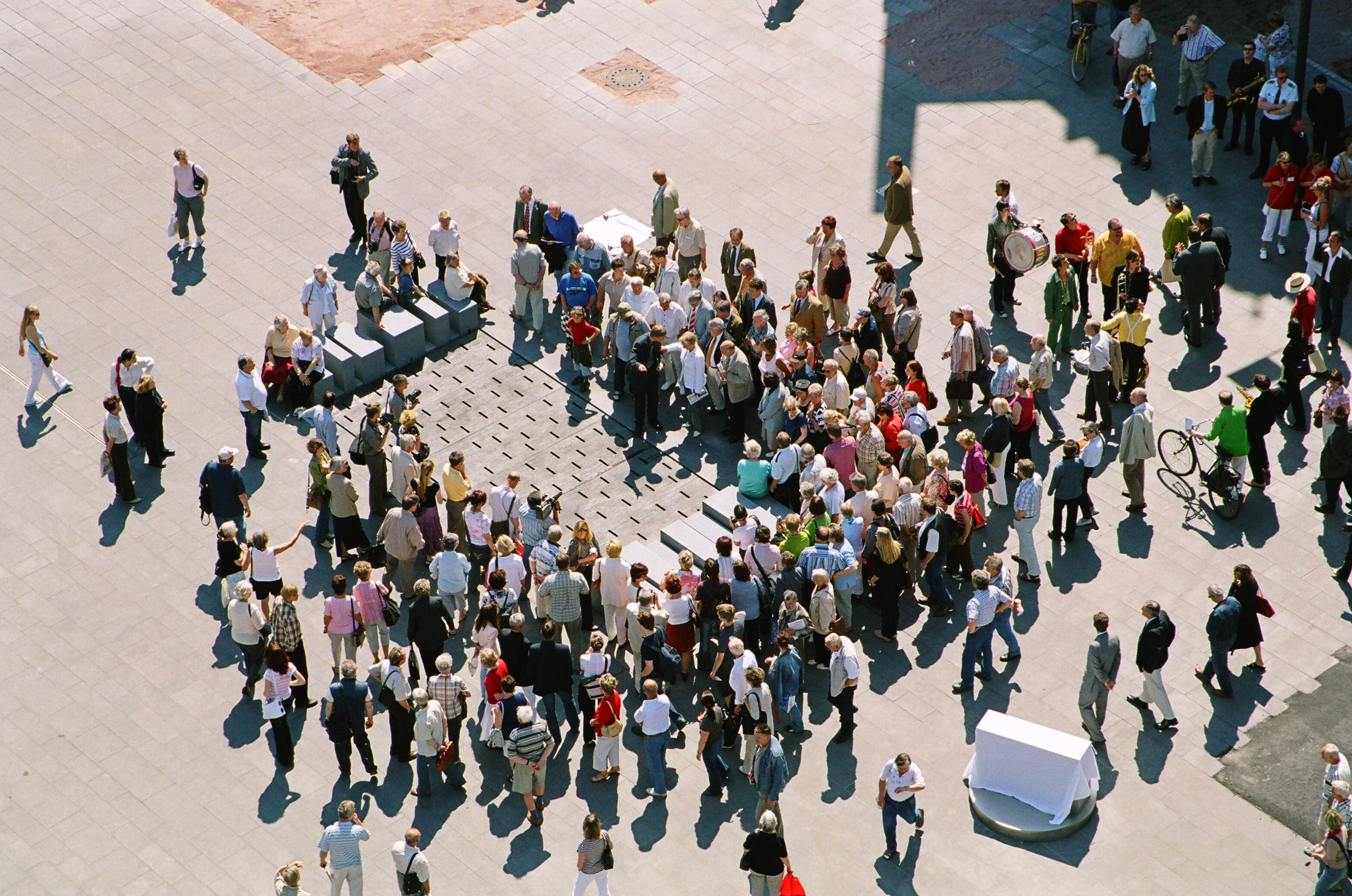
Marktbrunnen „Gold-Sole“ in Halle an der Saale (Entwurf: Landschaftsarchitekturbüro Rehwaldt, Dresden)
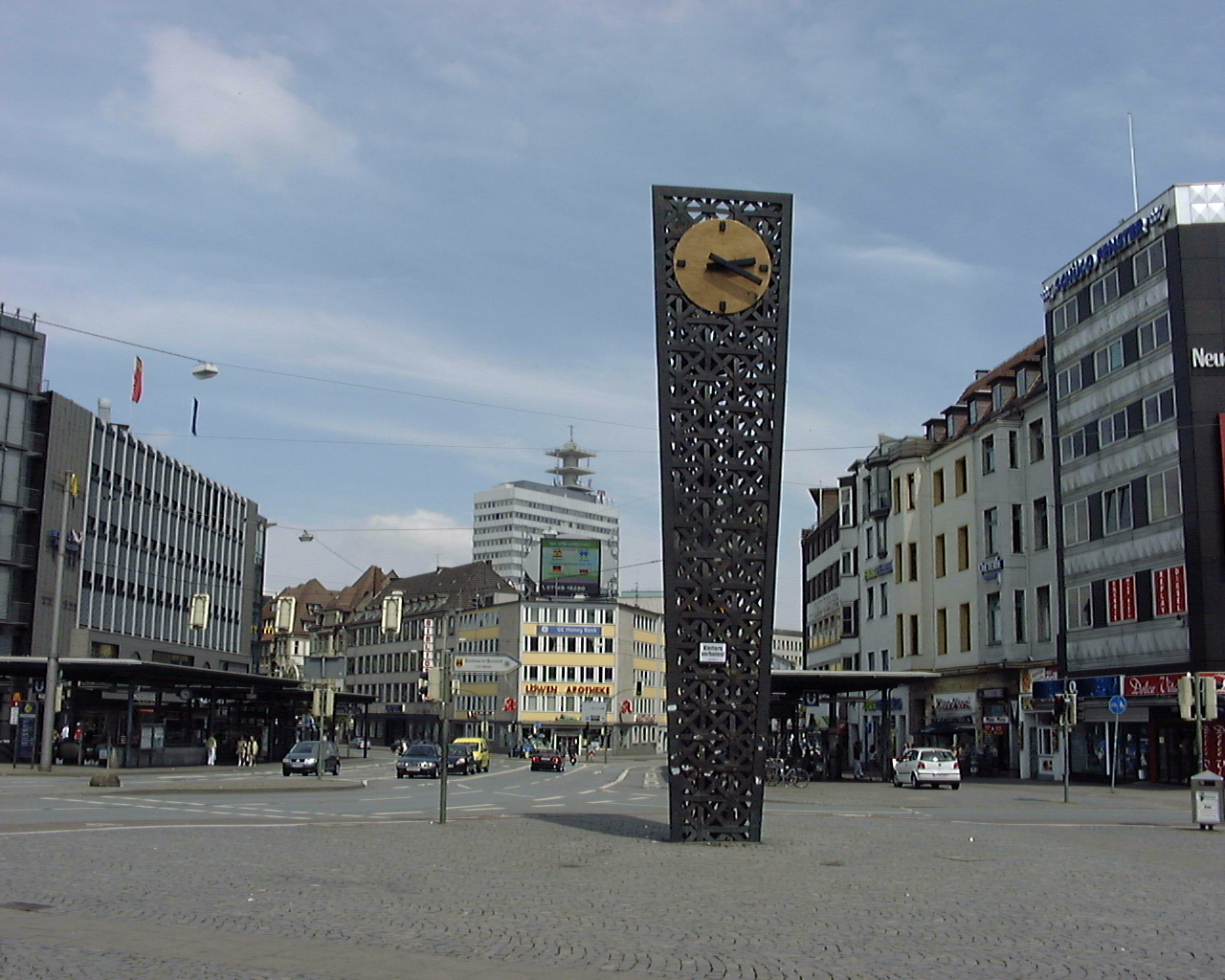
Alcina-Uhr auf dem Jahnplatz in Bielefeld (Entwurf: Jan v. Borstel und Max Wehberg)

### Baumschutzsysteme

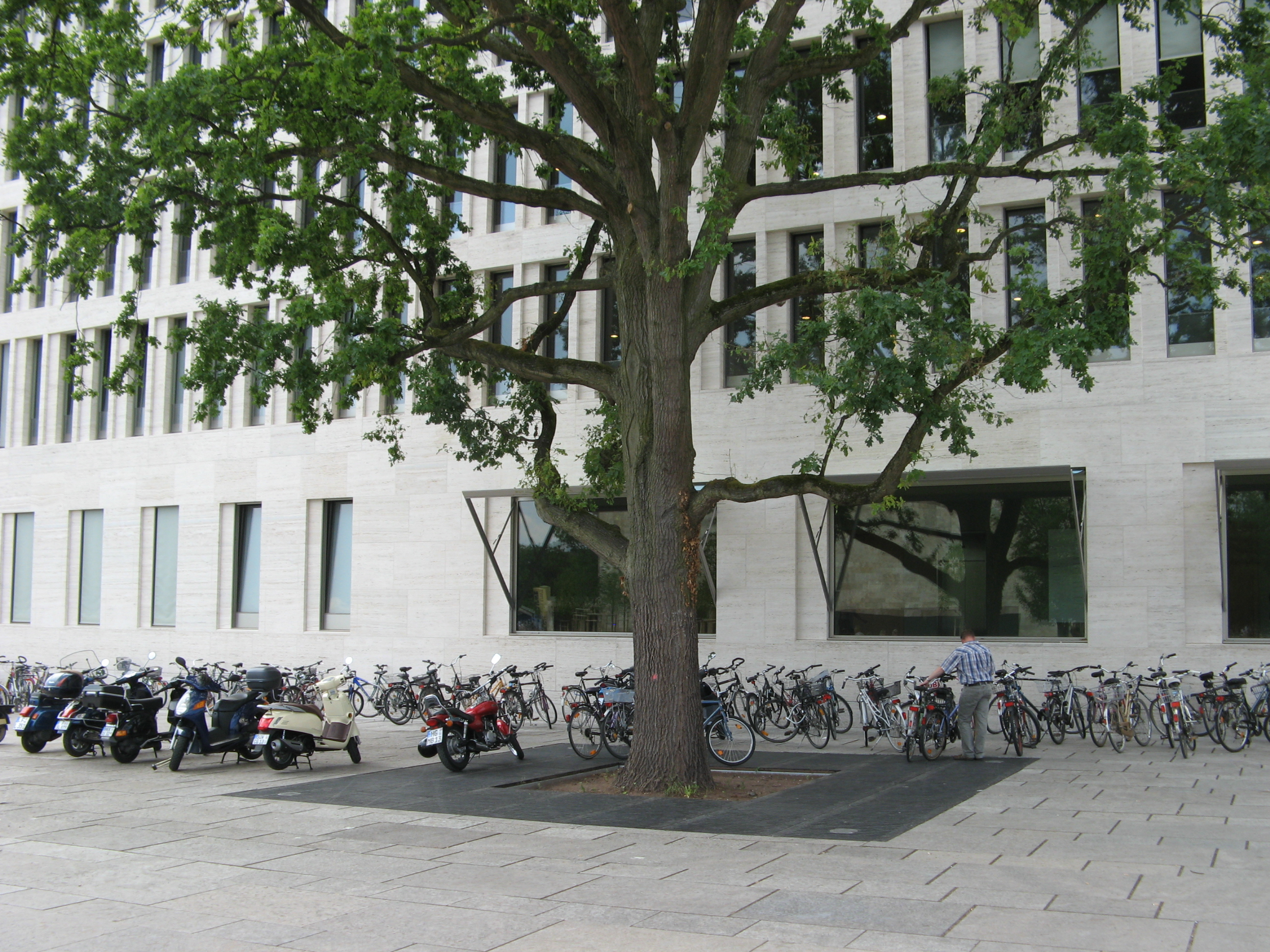
Bestandsbaumschutz an der Johann Wolfgang Goethe-Universität Frankfurt

Als Mitglied der Forschungsgesellschaft Landschaftsentwicklung Landschaftsbau (FLL) bietet Humberg speziell für den Baumschutz von Stadtbäumen konzipierte Produkte an.
Neben Baumschutzrosten stellt Humberg Baumschutzgitter und Baumschutzringe her, die den sichtbaren Teil des Baumes vor mechanischen Einwirkungen schützen. Außerdem werden bei Humberg Unterflurbaumroste und Wurzelbrücken hergestellt. Diese beugen unterirdisch einer Bodenverdichtung im Wurzelbereich von Straßenbäumen vor und verhindern somit langfristige und dauerhafte Schädigungen, welche durch das Gewicht von PKW oder LKW entstehen.

### Überblick Produktpalette
- Ortsgestaltung
  - Leuchten
  - Brunnen

- Absperrsysteme
  - Poller
  - Versorgungspoller

- Baumschutzprodukte
  - Baumschutzgitter
  - Baumschutzringe
  - Unterflurbaumroste
  - Wurzelbrücken

- Urnenanlagen
- Kunstobjekte